# Fabian Wolbring
Fabian Wolbring (* 1983 in Essen) ist ein deutscher Germanist.

## Leben
Nach dem Studium (2003–2009) der Anglistik und der Germanistik für das Lehramt an Gymnasien und Gesamtschulen an der Universität Duisburg-Essen war er von 2009 bis 2011 wissenschaftliche Hilfskraft am Lehrstuhl für Deutsche Literatur seit dem 18. Jahrhundert und Kulturwissenschaften der Universität Duisburg-Essen (Lehrstuhlinhaberin: Ursula Renner-Henke). Nach der Promotion 2014 in der Germanistik/Literaturwissenschaft an der Universität Duisburg-Essen war er von 2014 bis 2015 Studienreferendar für das Lehramt an Gymnasien und Gesamtschulen am Gymnasium Mülheim-Broich. Seit 2020 ist er W2-Professor für Neuere deutsche Literatur und Literaturdidaktik (Gymnasium) an der Philipps-Universität Marburg.
Seine Forschungsschwerpunkte sind Medienreflexionskompetenz/Medialität als Schlüsselkonzept der Sprachreflexion im Literaturunterricht, kreatives Schreiben und Poetologische Kompetenz, Jugend- und Populärkultur (Schwerpunkt: Rap) und Lyriktheorie.